# Медный змей

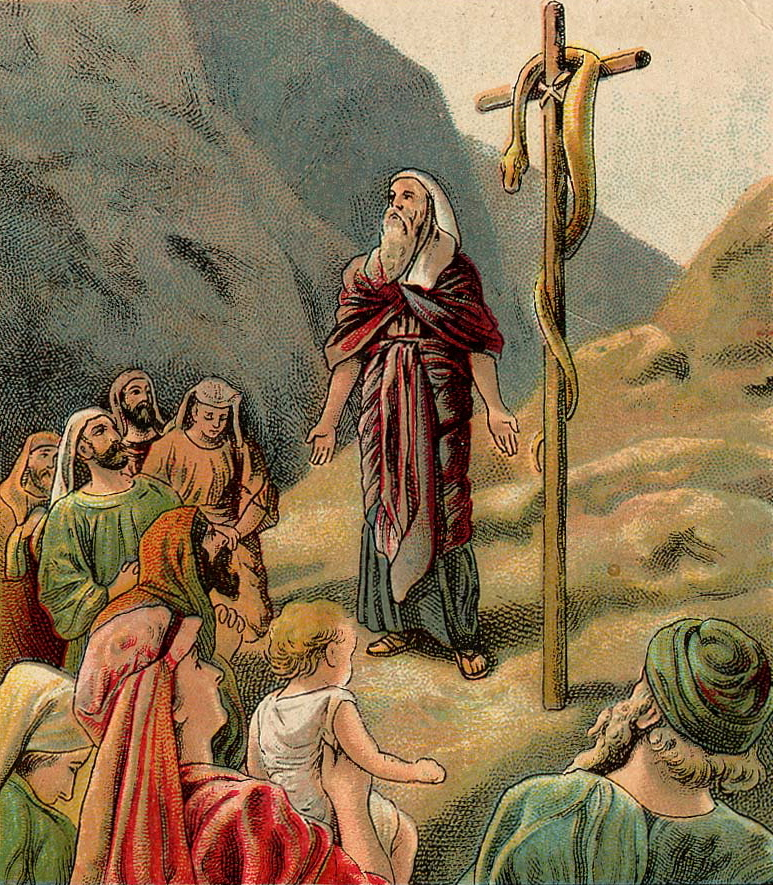
Медный змей, иллюстрация 1907 года

Ме́дный змей (или змий; др.-евр. נחושתן или נחש הנחושת‬, Нехуштан; лат. Naasthan) — согласно Библии — штандарт, изготовленный Моисеем в виде медного змея, закреплённого на шесте, во время перехода евреев из Египта в Ханаан.

## Библия

### Ветхий Завет
После многих лет странствий по каменистой пустыне иудейский народ, ведомый из Египта пророком Моисеем, стал терять веру и роптать. В результате при пересечении страны эдомитов последовало Божье наказание из змеев «огненных» (др.-евр. שרפים‬; «сараф»; мн. ч. серафимы; Чис. 21:6), от которых погибло много народа. После этого израильтяне раскаялись и упросили Моисея помолиться за них Господу. По повелению Божию Моисей изготовил тогда медного змея и закрепил его на шесте (Чис. 21:4—9). Всякий ужаленный змеёй, взглянув на медного змея, оставался живым (Чис. 21:9).
В другой книге Библии упоминается, что змей впоследствии стал для евреев кумиром, идолом для поклонения, и поэтому уничтожен среди прочих царём Езекией как святыня языческого культа. Царь назвал его «медным» (др.-евр. נחשתן‬), не божественным, а простым, металлическим. (4Цар. 18:4).

### Новый Завет
В Новом Завете Иисус Христос сравнивает вознесение Сына Человеческого с вознесением медного змея:

Никто не восходил на небо, как только сшедший с небес Сын Человеческий, сущий на небесах. И как Моисей вознес змию в пустыне, так должно вознесену быть Сыну Человеческому, дабы всякий, верующий в Него, не погиб, но имел жизнь вечную.
— Ин. 3:13-15

## Мнение критической школы
Еврейские библейские критики принимали существование медного изображения змия и поклонение ему в Иудее за исторический факт, между тем как рассказ о чудодейственной силе этого змия в пустыне они считали сказанием, созданным для объяснения причины, почему евреи поклонялись этому изображению.
Некоторые указывали на то, что змей в древности вообще считался чудодейственным животным (др.-евр. נחש‬ — «волшебство») и играл большую роль в народной медицине (священный змей, посвященный богу врачебного искусства Эскулапу), а изготовление змея из меди для целебных целей основано на созвучии слов «змея» (נחש) и «медь» (נחשת).

## В агадической литературе
Согласно агаде, исцеляющее действие медного змея распространялось на укушенных не только змеёй, но также и разными дикими зверями; и что медный змей был брошен Моисеем в воздух, но чудом утвердился на шесте (Бамидбар рабба, XIX, 12).
В Мидрашах, иудейских толкованиях, история с медным змеем служит материалом для доказательства воскресения мертвых (Ялкут Шимеони, к Числам, 21, 8).
Согласно книге «Ялкут» (изд. 1521), и во времена царя Езекии медный змей сохранял свою исцеляющую силу; Езекия сказал: если укушенный умирает, он всё же остаётся живым в будущем мире; если же он поклоняется этому идолу, он умирает для будущего мира (Jalkut, Числа к 21, 8).

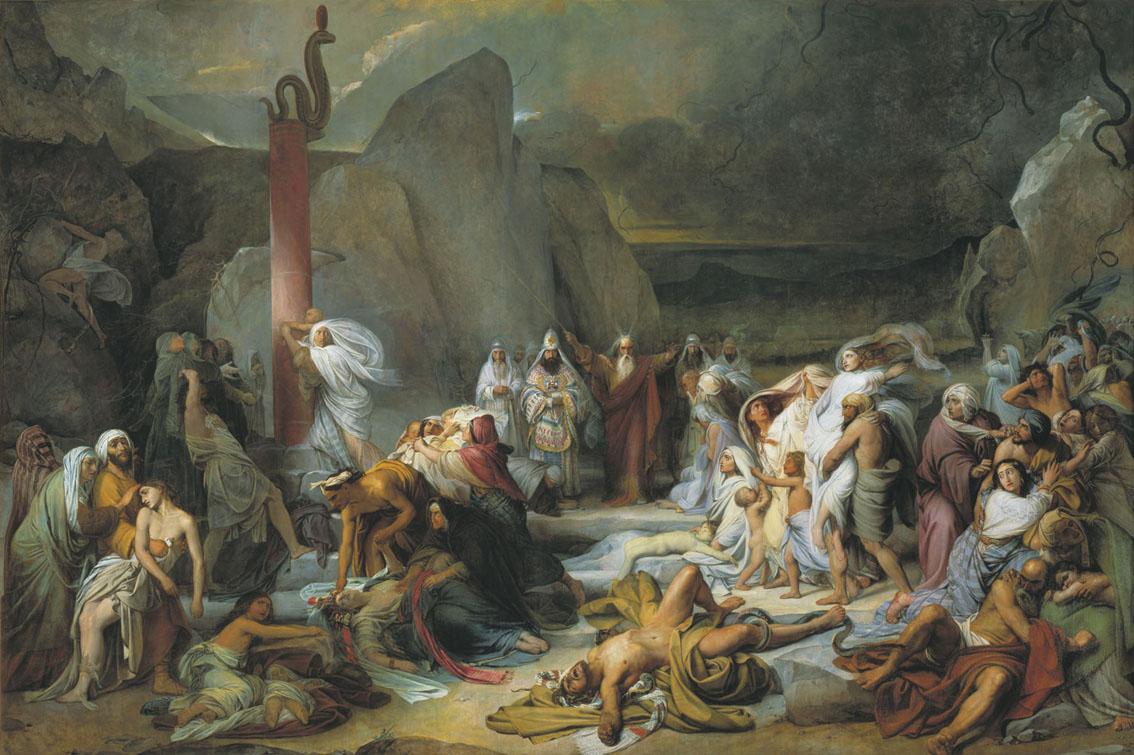
«Медный змий», картина Фёдора Бруни, 1841

## В изобразительном искусстве
Сюжет неоднократно воплощался на картинах. Одна из них — «Медный Змий» кисти Фёдора Бруни. Другая, одноимённая, была создана художником Якопо Тинторетто в 1575 году и занимает центральную часть росписи потолка Верхнего Зала церкви Сан-Рокко в Венеции.